# دیس (موسیقی)
آهنگ دیس یا دیس‌ترک (کوته‌نوشت واژه انگلیسی Disrespect به معنی بی‌احترامی کردن) ترانه‌ای است که هدف اصلی آن حمله لفظی به شخصی دیگر، معمولاً یک هنرمند دیگر است. آهنگ دیس غالباً نتیجه اختلاف و نزاع موجود میان دو نفر است. هنرمندان درگیر، ممکن است اعضای سابق یک گروه، یا هنرمندانی که از پیش با هم رقیب بوده‌اند، باشند.
دیس کردن نخست در ژانر هیپ هاپ محبوبیت پیدا کرد و به پدیده رقابت در این ژانر دامن زد. (به‌ویژه رقابتهای هیپ هاپ ساحل شرقی - ساحل غربی از اواسط دهه ۱۹۹۰). به‌تازگی این سبک در هنرهای دیگر جز از موسیقی نیز مورد پذیرش قرار گرفته‌است.
هنرمندان در آهنگ‌های دیس به وفور به وقایع گذشته و اختلافات خود ارجاع می‌دهند که شنوندگان و طرفداران می‌توانند به آسانی متوجه آن بشوند. هنرمندی که دیس شده باشد، بیش‌تر اوقات تلاش می‌کند در پاسخ به هنرمند دیس‌کننده یک دیس‌ترک بسازد. همین رد و بدل کردن دیس‌ترک میان هنرمندان که ناشی از دشمنی، کینه و دعوای میان آن‌هاست، سبب می‌شود این سبک از آهنگ خیلی زود مشهور شود. این فرایند را در زبان انگلیسی Dis & disback و در زبان فارسی، به گفته یکی از رپ‌کن‌های گروه زدبازی به نام سیاوش جلالی (سیجَل)، دیس و دیس‌کشی (شبیه به گیس و گیس‌کشی) می‌نامند. اصطلاح دیس دزدکی به مصرع یا مصرع‌هایی در آهنگ اشاره دارد که در آن، هنرمند، نام یک شخص به‌خصوص را نمی‌برد؛ اما به‌گونه‌ای که شعر نوشته‌شده می‌شود حدس زد که منظور حرفش آن شخص به‌خصوص بوده‌است.

## تاریخچه

### سرچشمه و نمونه‌های نخستین
یک نمونه نخستین از آهنگ دیس، آهنگ «او را نگه دار» (۱۹۶۲) توسط جو تک است. او این آهنگ را پس از اینکه همسرش او را ترک نموده و به خواننده سبک سول، جیمز براون پیوست، ساخت. همسرش پس از درگیری‌های ناشی از جداییشان، نامه ای بریش نوشت و در آن یادآور شد که جو می‌تواند او را دوباره داشته باشد. جو هم از این کار امتناع کرد و در آهنگ خود، این پیشنهاد همسرش را تمسخر کرد.
پس از آن‌که لی «اسکرچ» پری تهیه‌کننده خود یعنی کاکسوان داد را ترک کرد، او آهنگی به نام «بدو پناه بگیر» (۱۹۶۷) را منتشر کرد که در آن، لی را مورد تمسخر قرار داده بود. لی پری سابقه طولانی در انتشار آهنگ‌های دیس علیه همکاران پیشین خود در صنعت موسیقی دارد. لی در تک آهنگ «پسر مسخره ملت» (۱۹۶۸) با افزودن صداهای کودک در حال گریه در میکس آهنگ، به رئیس سابق خود جو گیبس حمله کرد. در پاسخ، خود گیبس آهنگی به نام «منتقم ملت» (۱۹۶۸) را منتشر کرد. پری آهنگ «زبان‌های شر» (۱۹۷۸) را علیه د کنگوز و «قضاوت اینا بابیلون» (۱۹۸۴) و «شیطان کوک د باکت» (۱۹۸۸) کریس بلک‌ول ساخت. پری همچنین در آهنگ «مایکل ترسناک» (۲۰۱۰) به مایکل جکسون (که با او هرگز کار نکرده بود) حمله کرد.
جان لنون آهنگ «سکسی سادی» (۱۹۶۸) را در آلبوم بیتلز به نام د بیتلز با هدف دیس کردن ماهاریشی ماهش یوگی ساخت. ماهاریشی یک گورو بود که جان لنون او را سبب سرافکندگی گروهشان می‌دانست. شعر اصلی و نخستین به‌طور ویژه او را مورد هدف قرار داد، اما به درخواست جورج هریسون با کمی دگرگونش، شعر کمی مبهم‌تر نوشته شد.
آهنگ "چطور می‌خوابی؟" جان لنون (۱۹۷۱) از آلبوم خود تصور کن نمونه دیگری از دیس‌ترک است. لنون این تصور را داشت که آهنگ "کلی آدم" در آلبوم رام اثر پل مک کارنی (۱۹۷۱) در واقع دیسی است به او؛ چیزی که بعدها مک‌کارتی اعتراف کرد. لنون فکر می‌کرد که آهنگ‌های دیگر در این آلبوم، مانند «۳ پا» شامل حملات مشابه است و نگاره پشت جلد رام، که یک سوسک گوزنی را نشان می‌دهد که دارد روی یک سوسک دیگر سوار می‌شود، در واقع توصیفی است از سوی مک‌کارتی که نشان دهنده چگونگی برخورد با او توسط دیگر اعضای گروه بیتلز است. در نتیجه لنون، آهنگ "چطور می‌خوابی؟" را ساخت تا به‌طور نامستقیم موسیقی مک‌کارتی را مسخره کند. در حالی که نام مک‌کارتی در این آهنگ هرگز بیان نشده‌است، بسیاری از ارجاع‌ها نشان می‌دهد که وی هدف دیس بوده‌است. به ویژه آن‌جا که می‌گوید: "تنها کاری که کردی دیروز بود/ و از آنجا که تو دیگر رفته‌ای، مثل یک روز دیگر می‌مانی که رفته" که در مصرع نخست متن ترانه. اشاره ای به آهنگ "دیروز" (۱۶۵) از بیتلز و مسرع دوم مربوط به آهنگ "روز دیگر" (۱۹۷۱) از مک‌کارتی است.
آهنگ آغازین آلبوم «شبی در اپرا» اثر «کوئین»، «مرگ بر دو پا (اختصاص داده شده به …)»، یک نمونه بارز از دیس‌ترک در موسیقی هوی‌متال است که هدفش مدیر سابق گروه بوده‌است. «سکس پیستولز» دو آهنگ مختلف به نام‌های «نیویورک» با هدف قرار دادن «نیویورک دالز» و «ای.ام. آی» که هدف آن استودیوی ایمی بود را در این سبک ساخت.
وایلد من فیشر در سال ۱۹۸۰ ترانه ای بنام "فرانک" نوشت، که در آن، تهیه‌کننده سابقش فرانک زاپا را دیس کرده بود. فرانک به وی این امکان را داد تا آلبوم تازه خود را به نام "یک بعد از ظهر با وایلد فیشر" (۱۹۶۹) ضبط کند، اما هنگامی که فیشر از لحاظ روانی دچار اختلال شد ویک بطری را به سمت دختر شیرخوار فرانک به نام زاپا پرتاب کرد، ارتباطشان با هم قطع شد. دمنتو، یک مجری رادیو، زمانی که زاپا میهمان برنامه‌اش بود، این آهنگ را پخش کرد و زاپا با شنیدن آن به‌شدت خشمگین شد و حتی رادیو را تهدید کرد که هرگز این آهنگ را دوباره پخش نکند.

### رقابت‌های نخستین هیپ هاپ
دهه ۱۹۸۰ شاهد تولید آهنگ‌های دیس بسیاری در ژانر هیپ هاپ مانند «جنگ‌های بریج» و «جنگ‌های روکسین» بود.

### ساحل شرقی در برابر ساحل غربی
رقابت‌هایی که میان گروه‌های موسیقی در ساحل شرقی و ساحل غربی شکل گرفته بود، سبب شد تا در دهه ۱۹۹۰، دیس‌ترک‌های بسیاری تولید شود. از برجسته‌ترین این رقابت‌ها می‌توان به دشمنی میان توپاک شکور و نوتوریس بی.آی. جی اشاره کرد. این دشمنی‌ها میان رپ‌کن‌های محلی همچنان ادامه داشت. به‌طور مثال دشمنی میان دی‌جی کوئیک و ام‌سی آیت. یکی از قابل توجه‌ترین آهنگ‌های متفاوت این سبک در آن زمان، آهنگ «همشون رو بزن» (به انگلیسی: Hit Em Up) از توپاک است که در آن او رپ‌کن‌های ساحل شرقی را دیس کرده‌است.
این دشمنی با قتل توپاک شکور و همچنین قتل نوتوریس بی.آی. جی به پایان رسید.

### همه‌گیری اینترنت
آهنگ‌های دیس در اواخر دهه ۲۰۱۰ و با ورود افرادی خارج از صنعت موسیقی که در سکوهای اینترنتی همچون یوتوبرها کار می‌کردند، دوباره توجه‌ها را به خود جلب کردند. دیس‌ترک‌ها که حالا دیگر ده‌ها یا صدها میلیون بازدید داشتند، و باعث ایجاد میم‌های اینترنتی می‌شدند، از راه‌های گوناگون همچون گوگل ادسنس برای سازندگان خود درآمد میلیونی به ارمغان می‌آوردند. از جمله این افراد می‌توان به لوگان پال، جیک پال، رایس‌گام، کی‌اس‌آی و پیودای‌پای اشاره کرد.
در سال ۲۰۱۸، یوتوبری به‌نام جیک پال برای آهنگ خود «کار هر روز ما»، و یوتیوبرهای دیگر رایس‌گام و آلیسا وایولِت که در پاسخ به این آهنگ، آهنگ «کار هر شب ما» را ساختند، توانستند گواهی پلاتینیوم یوتوب را دریافت کنند.